# Кутир (Дордоња)
Кутир (фр. Coutures) насеље је и општина у југозападној Француској у региону Аквитанија, у департману Дордоња која припада префектури Периже.
По подацима из 2011. године у општини је живело 191 становника, а густина насељености је износила 22,39 становника/km². Општина се простире на површини од 8,53 km². Налази се на средњој надморској висини од 149 метара (максималној 213 m, а минималној 99 m).

## Демографија
| 1962. | 1968. | 1975. | 1982. | 1990. | 1999. | 2011. |
| ----- | ----- | ----- | ----- | ----- | ----- | ----- |
| 170   | 194   | 153   | 159   | 175   | 174   | 191   |

График промене броја становника у току последњих година